# Cheironitis hungaricus
Cheironitis hungaricus là một loài bọ cánh cứng trong họ Bọ hung (Scarabaeidae).